# 愛民巴士總站
愛民巴士總站（英語：Oi Man Bus Terminus）是香港九龍九龍城區紅磡山的一個巴士總站，位處愛民邨忠孝街。現時有2條分別為九巴和城巴巴士總站和5條途經之路線服務該區的居民和商戶。

## 總站路線資料

### 九龍巴士17線
- 觀塘（裕民坊） ↔ 何文田（愛民邨）

提供愛民邨來往觀塘的巴士服務，於1975年10月1日起投入服務。

### 城巴E21A、E21B線
E21A
- 何文田（愛民邨） ↔ 東涌（逸東邨）

提供愛民邨來往東涌西的巴士服務，於2007年起把總站由延長至由此開出，以方便愛民邨居民透過巴士路線轉乘E21線來往香港國際機場，途經滿東邨、東涌市中心、東涌北、青嶼幹線、青荃橋、荃灣路、荔枝角、長沙灣、深水埗及旺角，只於每天14:10 - 22:00 (往何文田)/07:30 - 15:50 (往東涌)提供服務。
E21B
- 何文田（愛民邨） ↔ 東涌（逸東邨）

於2022年8月29日投入服務，此線起訖點及繞經與E21A相同，不同的是繞經東涌市中心而不經東涌北，只於每天05:40 - 13:50 (往何文田)/16:10 - 23:50 (往東涌)提供服務。

## 途經路線資料

### 九龍巴士7B線
- 樂富 ↔ 紅磡（紅鸞道）

提供紅磡來往樂富邨和橫頭磡邨的巴士服務，於1964年12月1日起投入服務，以配合橫頭磡人口增長。

### 九龍巴士8號線
- 尖沙咀碼頭 ↔ 九龍站

提供尖沙咀來往油麻地和西九龍發展區的巴士服務，於1974年8月16日起投入服務。

### 九龍巴士45線
- 葵涌（麗瑤邨） ↔ 九龍城碼頭

提供土瓜灣、紅磡和深水埗來往荔景的巴士服務，於1976年3月1日起投入服務。

### 九龍巴士241X線
- 青衣（長青邨） ↔ 九龍城碼頭

於2017年8月28日起投入服務

### 過海隧道巴士109線
- 何文田 ↔ 中環（港澳碼頭）

提供何文田來往中上環的巴士服務，於1986年開始投入服務。

## 路線重整
1993年2月7日原在愛民巴士總站作為總站的九龍巴士18線改為循環線，站台改為九龍巴士17線使用，同時把停在愛民商場橫門的九龍巴士7B、8及18線所用巴士站移至原九龍巴士17線所用的位置，而九龍巴士41、45及過海隧道巴士109線巴士站則移至該位置的前面。九龍巴士18線於1994年更改路線後不再停靠愛民巴士總站。
現時過海隧道巴士109線巴士站設於中間原空置已久的站台。
2008年9月，愛民巴士總站的一部分地方需進行工程，當中的九巴7B、8、41和45線遷至愛民商場對出的停車處（8號專線小巴站），於同年10月遷回。

## 車坑分佈
| 車坑分佈（以入口最左邊起計） | 車坑分佈（以入口最左邊起計） | 車坑分佈（以入口最左邊起計） |
| 車坑編號                     | 車坑數目                     | 路線                         |
| ---------------------------- | ---------------------------- | ---------------------------- |
| 1                            | 單坑                         | 九龍巴士7B、8、45、241X線    |
| 2                            | 單坑                         | 過海隧道巴士109線            |
| 3                            | 單坑                         | 九龍巴士17線                 |
| 4                            | 出口                         | 城巴E21A、E21B線             |

## 鄰近地點
- 愛民邨
- 俊民苑
- 何文田體育館
- 何文田公園
- 香港愛護動物協會（九龍）

## 外部連結
- 香港巴士大典上的相关条目：愛民邨總站